# Mobile World Congress

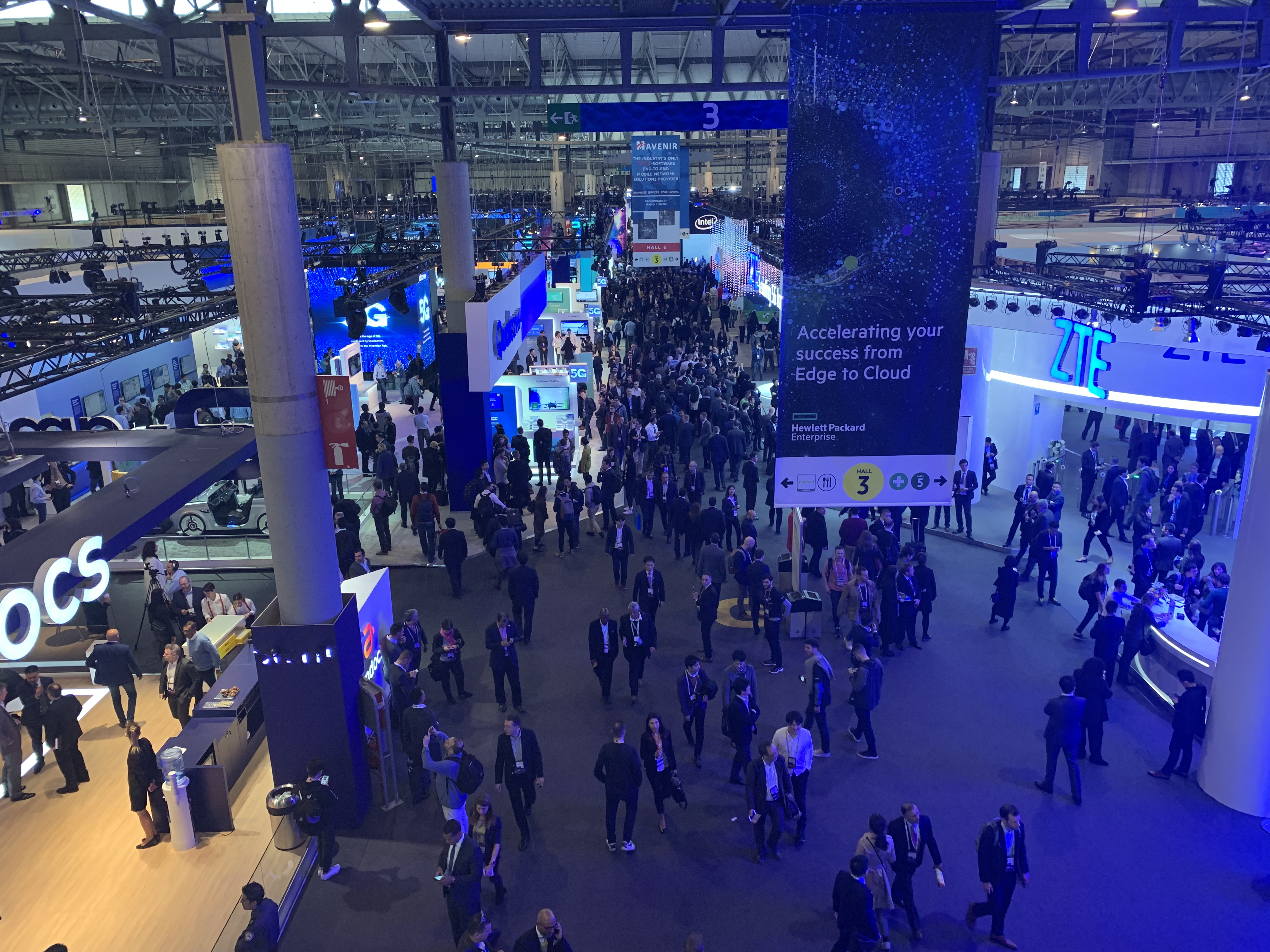
MWC Barcelona 2019 en Fira Barcelona-Gran Vía.

El Mobile World Congress (MWC), también conocido como Congreso Mundial de Móviles, es un congreso de carácter anual en torno al mundo de la comunicación móvil, que se celebra en la Fira de Barcelona de Hospitalet del Llobregat, España. Es considerado el más importante del mundo en su sector. En este congreso sobre la tecnología global y la plataforma I+D se pretende fomentar la colaboración internacional en las comunicaciones inalámbricas móviles. Fue fundado por el Delson Group Inc, y fue fuertemente apoyado por autoridades de China e industrias principales. 
El MWC suelen producirse numerosas presentaciones de avances en comunicaciones inalámbricas y móviles. El evento ofrece una oportunidad única de ingenieros, científicos e inversionistas de las áreas de sistemas inalámbricos y aplicaciones móviles para conectarse con expertos a nivel global.
Se celebró en Hospitalet de Llobregat sin interrupción desde el año 2006 hasta 2019. La edición de 2020 fue cancelada por la pandemia de enfermedad por coronavirus y se reanudó en la misma ciudad en el 2021.

## Tecnologías expuestas en el Congreso
Algunas de las tecnologías expuestas en el Congreso en las últimas ediciones abordan temáticas como:
- Realidad virtual
- 5G

- Realidad aumentada

- Inteligencia artificial
- Robótica
- Drones
- Hardware
- Software
- FinTech
- IoT
- OpenNet

## MWC Barcelona (2006-2023)
A partir del 2006 Barcelona fue escogida como sede oficial del Mobile World Congress, bajo la iniciativa público-privada creada por la Fundación Mobile World Capital Barcelona y Telefónica. Desde entonces, el evento tiene lugar una vez al año, durante 4 días. Se estima que el impacto económico de este acontecimiento con respecto a la ciudad barcelonesa, genera un total de 460 millones de euros y contribuye a la creación de 13 000 puestos de trabajo.

Según las estadísticas del 2016, más de 100.000 profesionales de 198 países asistieron a sus instalaciones, los cuales incluyen a 4500 ejecutivos de empresas internacionales. La exposición ocupó unos 94.000 metros cuadrados de exposición y hospitality. Ese mismo año contaron con 2200 expositores internacionales, 3.800 periodistas, medios de comunicación, delegaciones gubernamentales y cientos de analistas de diversos países; bajo la representación de instituciones tanto públicas como privadas.
En MWCapital contribuimos al crecimiento de Barcelona como ciudad histórica en la transformación digital generando espacios donde confluyen la tecnología, los ciudadanos y las empresas.
Mobile World Capital Barcelona, fundación que promueve la innovación de la tecnología móvil en Barcelona.

## Compañías que participan en el MWC
- HPE
- Acer
- HTC
- LG
- Nvidia
- Neffos
- Samsung
- Motorola
- Huawei
- Honor
- Alcatel
- Facebook
- Google
- Android
- SAP
- Nokia
- Sony
- ZTE
- Wiko
- Condor
- BlackBerry
- Intel
- Ericsson
- Panasonic
- Epson
- BQ
- Cisco
- Ingram Micro
- Microsoft
- PayPal
- TCL
- Xiaomi
- Redmi
- HMD Global
- Lanix
- Lenovo
- Qualcomm
- MediaTek
- Oppo
- Vivo
- Realme
- Telefónica
- Empresas de Finanzas
- Empresas de automoción
- Vodafone
- Tickelia
- Orange
- Hisense[10]
- Umidigi
- ASUS
- AT&T
- Ulefone

## A Mobile Story
Se trata de una exposición innovadora que coincidirá con las instalaciones del Mobile World Congress, organizada por el Mobile World Capital.
Estará compuesto por 10 instalaciones que invitan al espectador a reflexionar sobre la evolución de la tecnología móvil y digital, y su papel dentro de la historia como elemento transformador, así como un recorrido por los adelantos tecnológicos más importantes de nuestra historia contemporánea y el impacto directo que tiene dentro de la sociedad.
Un apartado de esta sección incluirá un Virtual Escape Room, el primer videojuego de estrategia de realidad virtual gratuito y abierto al público.

## Congresos celebrados
- 2006 - Feria-Gran Vía en Hospitalet de Llobregat (Barcelona) y Feria Montjuic en Barcelona, del 24 al 27 de febrero en Feria Barcelona-Gran Vía.
- 2007 - Feria-Gran Vía en Hospitalet de Llobregat (Barcelona) y Feria Montjuic en Barcelona, del 24 al 27 de febrero en Feria Barcelona-Gran Vía.
- 2008 - Feria-Gran Vía en Hospitalet de Llobregat (Barcelona) y Feria Montjuic en Barcelona, del 24 al 27 de febrero en Feria Barcelona-Gran Vía..
- 2009 - Feria-Gran Vía en Hospitalet de Llobregat (Barcelona) y Feria Montjuic en Barcelona, del 24 al 27 de febrero en Feria Barcelona-Gran Vía..
- 2010 - Feria-Gran Vía en Hospitalet de Llobregat (Barcelona) y Feria Montjuic en Barcelona, del 24 al 27 de febrero en Feria Barcelona-Gran Vía.. Celebrado entre los días 15 y 18 de febrero de 2010.
- 2011 - Barcelona, España. Celebrado entre los días 14 y 17 de febrero de 2011.
- 2012 - Barcelona, España. Celebrado entre los días 27 de febrero y 1 de marzo de 2012. Asistentes: 67 000.
- 2013 - Hospitalet de Llobregat (Barcelona). Celebrado entre los días 25 y 28 de febrero de 2013 en Feria Barcelona-Gran Vía. Asistentes: 72 000.[11]
- 2014 - Feria-Gran Vía en Hospitalet de Llobregat (Barcelona) y Feria Montjuic en Barcelona, del 24 al 27 de febrero en Feria Barcelona-Gran Vía. Asistentes: 93 000.
- 2015 - Feria-Gran Vía en Hospitalet de Llobregat (Barcelona). Celebrado entre los días 2 y 5 de marzo de 2015. Es la décima edición. Asistentes :Más de 93.000 visitantes.
- 2016 - Feria-Gran Vía en Hospitalet de Llobregat (Barcelona) y Feria Montjuic en Barcelona, del 22 al 25 de febrero en Feria Barcelona-Gran Vía.
- 2017 - Feria-Gran Vía en Hospitalet de Llobregat (Barcelona) y Feria Montjuic en Barcelona, del 27 de febrero al 2 de marzo. 108.000 visitantes.
- 2018 - Feria-Gran Vía en Hospitalet de Llobregat (Barcelona) y Feria Montjuic en Barcelona, del 26 de febrero al 1 de marzo. 107.000 visitantes
- 2019 - Feria-Gran Vía en Hospitalet de Llobregat (Barcelona) y Feria Montjuic en Barcelona, del 25 de febrero al 28 de febrero. 109.000 visitantes
- 2020 - Planeado del 24 de febrero al 27 de febrero. Finalmente cancelado por el temor a la difusión del coronavirus tras haber cancelado muchas de las marcas sus apariciones.[3]
- 2021 - Planeado en febrero de 2021 pero finalmente post puesto para el 28 de junio al 1 de julio por la situación de pandemia.
- 2022 - Barcelona, España del 28 de febrero al 3 de marzo de 2022. 60.000 asistentes.[12]

## Cancelación del MWC 2020
El 12 de febrero de 2020, el consejo de la GSMA, ente directivo del grupo a cargo de la organización del MWC, anunció la cancelación del evento que estaba previsto que se celebrase entre los días 24 y 27 de febrero de ese mismo año. Los organizadores del evento explicaron que la cancelación estaba relacionada con la preocupación mundial por el brote de coronavirus. Días antes, un gran número de empresas, entre ellas Facebook, Amazon, Sony, Ericsson, Intel, LG, Nokia, Vivo y Vodafone habían cancelado su presencia en el congreso internacional de móviles.